# Berzy-le-Sec
Berzy-le-Sec är en kommun i departementet Aisne i regionen Hauts-de-France i norra Frankrike. Kommunen ligger  i kantonen Soissons-Sud som ligger i arrondissementet Soissons. År 2020 hade Berzy-le-Sec 380 invånare.

## Befolkningsutveckling
Antalet invånare i kommunen Berzy-le-Sec
Referens: INSEE